# Gods wil
Gods wil is een concept dat voorkomt in de Hebreeuwse Bijbel, het Nieuwe Testament, de Koran en een aantal andere teksten en wereldbeelden. Volgens dit concept is de wil van God de oorzaak van alles wat bestaat.

## John Piper
Volgens de predikant John Piper omvat Gods wil Zijn soevereine wil, die verwijst naar Gods uiteindelijke controle en vooraf bepaalde plan voor alles wat er gebeurt, en Zijn wil van gebod, die aangeeft wat God van ons verlangt in termen van onze handelingen en gehoorzaamheid. Piper benadrukt het belang van het afstemmen van onszelf op Gods wil door de transformatie van onze geest, zodat we Gods verlangens en geboden kunnen onderscheiden en ernaar kunnen leven.

## John W. Tweeddale
John W. Tweeddale, hoogleraar theologie, legt uit dat Gods wil zowel Zijn geheime wil omvat, die betrekking heeft op Zijn soevereine controle over het universum en alleen aan Hem bekend is, als Zijn geopenbaarde wil, die aan ons gecommuniceerd wordt door de Schrift en de morele normen omvat die Hij van ons verwacht te volgen. Het benadrukt het belang van het begrijpen van Gods wil door de Schrift en het belang van gehoorzaamheid aan Gods geboden zoals geopenbaard in de Bijbel voor het onderscheiden en vervullen van Zijn wil in ons leven.

## R.C. Sproul
De theoloog Robert Charles Sproul heeft het over drie aspecten van Gods wil:
1. Zijn decretieve wil; Gods soevereine decreten die altijd uitkomen.
2. Zijn preceptieve wil; Gods geopenbaarde bevelen en instructies voor moreel gedrag die we kunnen kiezen om op te volgen of te negeren.
3. Zijn permissieve wil; Gods toestemming voor bepaalde gebeurtenissen zonder deze noodzakelijkerwijs goed te keuren.

### In de islam
- Insjallah
- Kadar
- Mashallah (Arabisch)